# Rocker

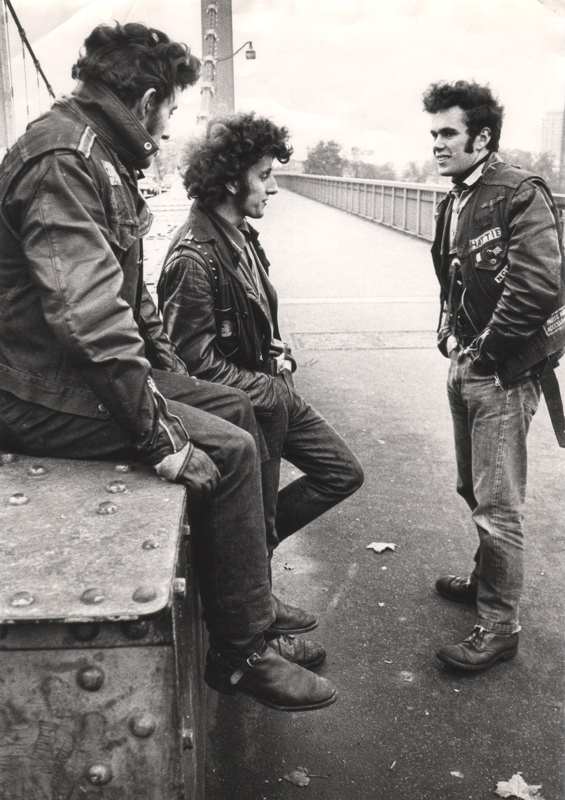
Tre rocker sul Chelsea Bridge di Londra

Quella dei rocker (anche al pl. rockers) è una subcultura giovanile nata negli anni sessanta in Inghilterra.

## Origini
Si può dire che la cultura rocker si sia sviluppata a partire dai Ton Up Boys (da ton-up, l'espressione colloquiale per definire il superamento delle 100 miglia orarie, pari a circa 160 km/h) degli anni cinquanta, i quali assimilarono il modo di vestire rockabilly e la musica rock and roll.
La cultura rocker nasce in concomitanza con la maggiore disponibilità di denaro per la classe operaia, dovuta alla fine delle restrizioni imposte alla popolazione in seguito alla Seconda guerra mondiale, che era costata alla Gran Bretagna un notevole sforzo economico: nel frattempo, dagli USA arrivavano film, musica e modi di vita che vennero assimilati dalla società giovanile europea.
Il termine "rocker" fu coniato dagli esterni alla subcultura con accezione negativa, ma venne in seguito adottato dagli stessi rocker per definire sé stessi: altro termine in uso per definirli è greaser, anche se questi ultimi in realtà sono una subcultura a sé stante.
A causa del loro amore per le moto, vennero considerati l'antitesi dei mods, amanti invece degli scooter: ben presto la rivalità Mods & Rockers si trasformò in una vera e propria faida, con scontri anche molto violenti, come quelli di Bank Holiday o di Brighton (vedi film Quadrophenia).

## Stile
I rocker erano soliti possedere una motocicletta che essi stessi provvedevano a modificare dopo l'acquisto, in modo da renderle adatte alla corsa (i modelli preferiti erano Triumph, Bsa, Norton, Vincent, Royal Enfield). Si lanciavano poi in corse da un capo all'altro della città, percorrendo le grandi arterie stradali di recente costruzione che lambivano le periferie: generalmente una corsa cominciava ad un bar e finiva in un altro bar. I bar (in inglese cafes, nel gergo rocker caffs), infatti, erano i luoghi dove le varie bande di rocker erano solite riunirsi.

Per questo loro "sport", i rocker non erano ben visti dalla società, che li riteneva pericolosi: d'altro canto, a differenza di molte altre subculture contemporanee, essi (almeno nei primi periodi di vita del movimento) disprezzavano l'uso di droghe.
A partire dagli anni cinquanta, oltre al possesso di una motocicletta, i rocker cominciarono ad adottare uno stile proprio anche nel vestire: il loro guardaroba comprendeva indumenti mutuati dai re del rock and roll statunitense, come Gene Vincent, Eddie Cochran, Chuck Berry, Bo Diddley ed ovviamente Elvis Presley.

Lo stile dei rocker nel vestire trascendeva completamente dalla praticità e dal collegamento con l'attività del proprietario, al contrario di quello dei mod. I rocker erano soliti vestire nel seguente modo:
- Berretto in cuoio (detto Kagney)
- Giubbino in pelle, spesso decorato con strass, toppe e spille, in particolare quelle che ricordavano l'appartenenza al 59 Club oppure all'Ace Cafè.
- Jeans Levi's o pantaloni in cuoio.
- Stivali da motociclista o scarpe antinfortunistiche, in alternativa scarpe di pelle appuntite.

A questi, durante la guida in moto, si aggiungevano un casco aperto sul davanti, occhiali da aviatore ed una sciarpa solitamente di colore bianco.
I capelli venivano portati in stile Pompadour e tenuti alti con la brillantina.

## Revival
Nei primi anni settanta il movimento rocker cominciò ad evolversi assimilando elementi dalla subcultura hippy e dalle bande di motociclisti americani come gli Hells Angels: coloro i quali rimasero fedeli alla vecchia subcultura divennero greaser.

Negli anni ottanta, nacque il Rocker Reunion Club per mano di alcuni Chelsea Bridge Boys, guidati da Lan Paterson: costoro organizzavano corse con itinerari storici per i rocker nostalgici. L'associazione arrivò a contare 12.000 iscritti.
Lo stile e le abitudini dei rocker furono a loro volta mutuati da numerose bande giovanili, soprattutto nelle zone malfamate delle grandi città: anche le prime band punk rock presero in prestito alcuni elementi rocker.
Nel terzo millennio, la ribalta di rockabilly e psychobilly ha visto questi ultimi due generi mescolarsi anche notevolmente con l'attitudine rocker, che dal canto suo ha acquisito nuovi elementi (i brothel creeper dalla subcultura Teddy Boy, i Dr. Martens dalla subcultura skinhead) per perderne altri (i cappellini in cuoio, le scarpe appuntite).